# غوستافو مولينا
غوستافو مولينا (بالإسبانية: Gustavo Molina) هو لاعب كرة قاعدة فنزويلي، ولد في 24 فبراير 1982 في لا غوايرا في فنزويلا.

## وصلات خارجية
- غوستافو مولينا على موقع دوري كرة القاعدة الرئيسي (الإنجليزية)
- غوستافو مولينا على موقعبيزبول رفرنس.كوم (الدوري الرئيسي) (الإنجليزية)
- غوستافو مولينا على موقعبيزبول رفرنس.كوم (الدوري الثانوي) (الإنجليزية)
- غوستافو مولينا على موقع إي إس بي إن.كوم (أم.أل.بي) (الإنجليزية)
- غوستافو مولينا على موقع مشجعي الرسوم البيانية (الإنجليزية)